# Mujina pećina
Mujina pećina je špilja u kaštelanskom zaleđu, na području Labina Dalmatinskoga.
To je špiljsko arheološko nalazište sjeverno od Kaštela. Otkriveno je više slojeva s izrađevinama moustérienske kulture i životinjskim ostatcima, datiranima u srednji paleolitik (prije 40.000 – 45.000 god.). Prvo je sustavno iskopavano i kronometrijski datirano nalazište moustérienske kulture u Dalmaciji, važno za proučavanje života i prilagodbe neandertalaca na istočnom jadranskom prostoru.

## Nedoumice oko naziva
Lokalni stanovnici tvrde da je špilja dobila naziv po velikoj količini muha koje su obitavale u toj špilji, a ne po muškom imenu islamskog podrijetla Mujo (od Muhamed). Naime, muha se na lokalnom dijalektu kaže "muja", te zbog toga lokalno stanovništvo tvrdi da je izvorno ime "Muina pećina" jednostavno pogrešno zapisano u znanstvenu literaturu i ucrtano u zemljovide, a tako zapisano je i ostalo do današnjih dana. Također, neki tvrde da je pravo ime špilje "Jurina špilja", po imenu bivšeg vlasnika.

## Vanjske poveznice
- Muzej grada Kaštela - Mujina pećina